# Нове (Чернігівський район)
Нове — селище в Україні, у Седнівській селищній громаді Чернігівського району Чернігівської області. Населення становить 615 осіб. До 2020 орган місцевого самоврядування — Седнівська селищна рада.

## Історія
Село на річці Струга. Назва гідроніма Струга занесена сіверянами із Словенії.
За переписом 1666 р. гута Седнівська з 3 дворів. Гутник Ян Матюл виплачував 20 рублів податку. Пусте гутище в 1748 р. біля р. Руденьки. У 1781 р. - 17 дворів. Хутір Глібівка з економією пана Яцька. У 1859 р. — 3 двори. За переписом 1897 р. 12 дворів, 52 жителі і сільська бібліотека. Хутір депутата Держдуми Георгія (Юрія) Глебова (1865-1930 Берлін), маєтність на 742 десятини. 
У 1919 р. в хуторі викрито білогвардійську змову. Її організації виявлено в 13 сусідніх селах. В 20-ті роки за 2 км — робітниче селище з радянським радгоспом (Глебовка-Яцево) Нове. Після злиття хуторів — с. Нове.

## Галерея

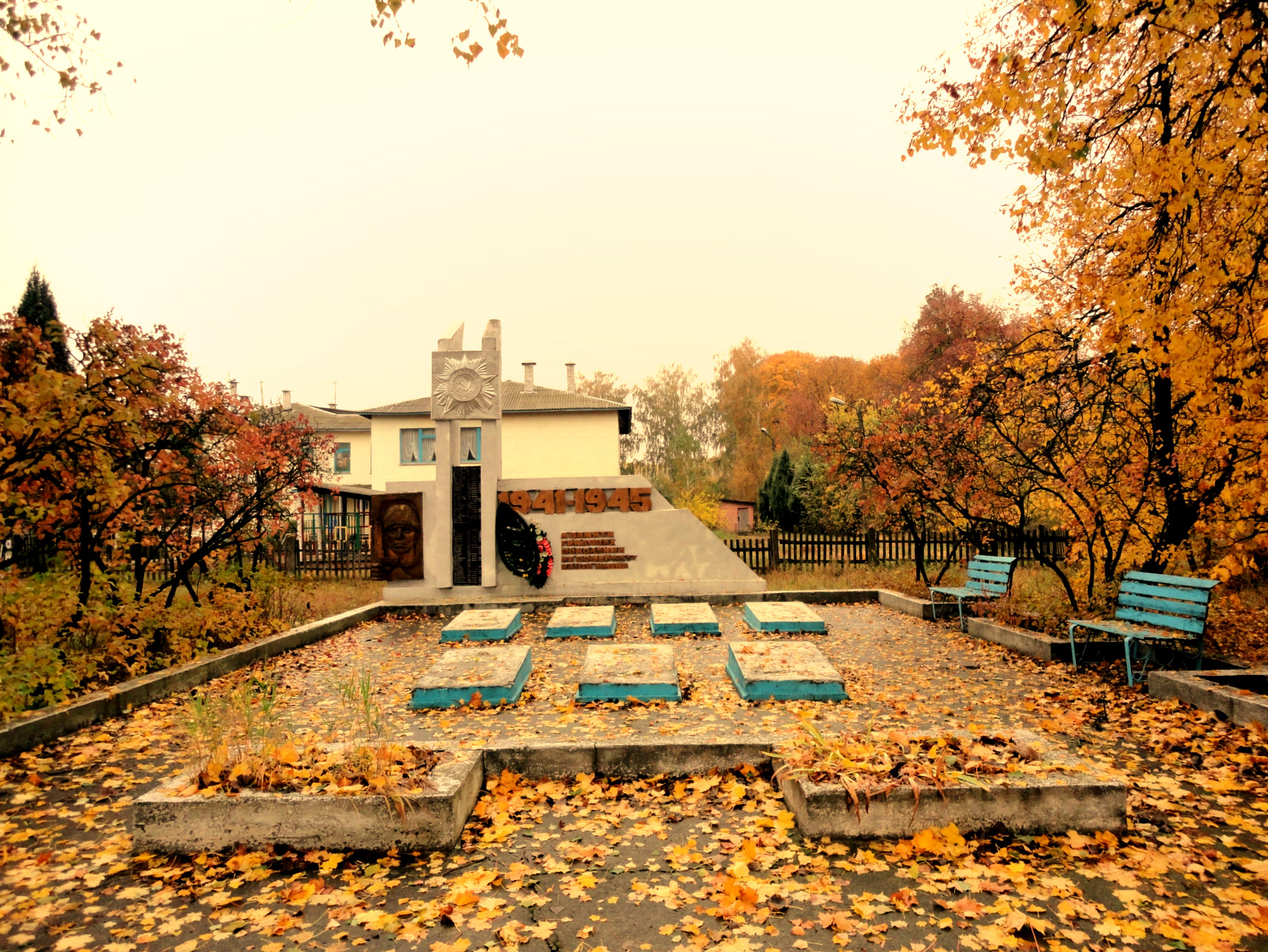
Обеліск загиблим радянським воїнам